# Kampsville
Kampsville és una vila dels Estats Units a l'estat d'Illinois. Segons el cens del 2000 tenia 350 habitants.

## Demografia
Segons el cens del 2000, Kampsville tenia 302 habitants, 133 habitatges, i 82 famílies. La densitat de població era de 114,3 habitants/km².
Dels 133 habitatges en un 26,3% hi vivien nens de menys de 18 anys, en un 46,6% hi vivien parelles casades, en un 11,3% dones solteres, i en un 38,3% no eren unitats familiars. En el 33,1% dels habitatges hi vivien persones soles el 18,8% de les quals corresponia a persones de 65 anys o més que vivien soles. El nombre mitjà de persones vivint en cada habitatge era de 2,27 i el nombre mitjà de persones que vivien en cada família era de 2,93.
Per edats la població es repartia de la següent manera: un 24,2% tenia menys de 18 anys, un 7,9% entre 18 i 24, un 25,5% entre 25 i 44, un 19,9% de 45 a 60 i un 22,5% 65 anys o més.
L'edat mediana era de 40 anys. Per cada 100 dones de 18 o més anys hi havia 89,3 homes.
La renda mediana per habitatge era de 26.875 $ i la renda mediana per família de 28.750 $. Els homes tenien una renda mediana de 34.250 $ mentre que les dones 17.500 $. La renda per capita de la població era de 13.158 $. Aproximadament el 22,6% de les famílies i el 24,5% de la població estaven per davall del llindar de pobresa.

## Poblacions properes
El següent diagrama mostra les poblacions més properes.